# Blahovișcenka, Stanîcino-Luhanske
Blahovișcenka (în ucraineană Благовіщенка) este o comună în raionul Stanîcino-Luhanske, regiunea Luhansk, Ucraina, formată numai din satul de reședință.

## Demografie
Componența lingvistică a comunei Blahovișcenka
     Rusă (82,59%)
     Ucraineană (16,09%)
Conform recensământului din 2001, majoritatea populației comunei Blahovișcenka era vorbitoare de rusă (82,59%), existând în minoritate și vorbitori de ucraineană (16,09%).